# Hans Waschatko
Hans Waschatko, geboren als Johann Josef Waschatko (* 12. April 1877 in Wien, Österreich-Ungarn; † 15. November 1948 ebenda) war ein österreichischer Schauspieler.

## Biografie
Johann Josef Waschatko begann seine Bühnenlaufbahn 1904 in Meran mit seinem ersten Festengagement. Bis 1914 trat er an Spielstätten in Reichenberg, Klagenfurt, Regensburg, Stettin, erneut Meran (1910–12), Breslau und Weimar auf. Im Jahre 1915 folgte Waschatko einem Ruf nach Dresden, wo er bis 1920 bleiben sollte. Später fand er auch Beschäftigung an einer Reihe von Berliner und Wiener Spielstätten. 
Mit Beginn des Tonfilmzeitalters sah man Hans Waschatko, der sein Kino-Debüt bereits mit seinem Wechsel nach Berlin 1920 gegeben hatte, mit einer Fülle von Klein- und Kleinstrollen auch auf der Leinwand. Im Dritten Reich war er mit über 70 Filmrollen einer der bestbeschäftigten Schauspieler seines Landes. Er stand 1944 in der Gottbegnadeten-Liste des Reichsministeriums für Volksaufklärung und Propaganda.
Waschatko verstarb im Herbst 1948 bei einem Verkehrsunfall.

## Filmografie (Auswahl)
- 1920: Halbe Unschuld
- 1921: Das Gelübde
- 1922: Marie Antoinette (1922)
- 1926: Die lachende Grille
- 1930: Die Försterchristel
- 1932: Johann Strauß, k.u.k. Hofballmusikdirektor
- 1932: Trenck
- 1933: Spione am Werk
- 1933: Das häßliche Mädchen
- 1934: So endete eine Liebe
- 1934: Hundert Tage
- 1934: Glückspilze
- 1935: ... nur ein Komödiant
- 1935: Künstlerliebe
- 1935: Ich war Jack Mortimer
- 1936: Der Abenteurer von Paris
- 1936: Boccaccio
- 1936: Schabernack
- 1936: Drei Mäderl um Schubert
- 1936: Ein Lied klagt an
- 1936: Donner, Blitz und Sonnenschein
- 1936: Sein bester Freund
- 1937: Und du mein Schatz fährst mit
- 1937: Gordian, der Tyrann
- 1937: Die ganz großen Torheiten
- 1937: Sieben Ohrfeigen
- 1937: Zu neuen Ufern
- 1937: Frau Sylvelin
- 1938: Die fromme Lüge
- 1938: Rote Orchideen
- 1938: Gastspiel im Paradies
- 1938: Ziel in den Wolken
- 1938: Bel Ami
- 1939: Die barmherzige Lüge
- 1939: Eine Frau wie Du
- 1939: Das Ekel
- 1939: Der ungetreue Eckehart
- 1939: Angelika
- 1940: Der Fuchs von Glenarvon
- 1940: Wie konntest Du, Veronika!
- 1940: Die 3 Codonas
- 1940: Jud Süß
- 1941: Die schwedische Nachtigall
- 1941: Frau Luna
- 1941: Immer nur Du
- 1941: Sonntagskinder
- 1941: Der Meineidbauer
- 1941: Sechs Tage Heimaturlaub
- 1942: Rembrandt
- 1942: Der Fall Rainer
- 1942: Wien 1910
- 1942: Andreas Schlüter
- 1942: Liebesgeschichten
- 1942: Fahrt ins Abenteuer
- 1942: Romanze in Moll
- 1943: Tolle Nacht
- 1943: Zirkus Renz
- 1943: Wildvogel
- 1943: Die schwarze Robe
- 1943: Die Zaubergeige
- 1943: Romantische Brautfahrt
- 1943: Der gebieterische Ruf
- 1943: Die goldene Spinne
- 1944: Eines Tages
- 1944: Rätsel der Nacht
- 1944/47: Umwege zu Dir
- 1944/49: Wiener Mädeln
- 1944/50: Glück muß man haben
- 1945: Das alte Lied
- 1946: Der weite Weg
- 1948: Arlberg-Expreß
- 1949: Lambert fühlt sich bedroht